# Trichoderma longibrachiatum
Trichoderma longibrachiatum är en svampart som beskrevs av Rifai 1969. Trichoderma longibrachiatum ingår i släktet Trichoderma och familjen Hypocreaceae.   Inga underarter finns listade i Catalogue of Life.